# CBU-24
La CBU-24 (Cluster Bomb Unit-24) est une arme sans guidage antipersonnel et anti-matériel larguée par aéronef et mise au point par les États-Unis dans les années 1950-1960. La bombe à fragmentation CBU-24 peut être emportée et larguée par tout avion capable de transporter des bombes non guidées.

## Historique

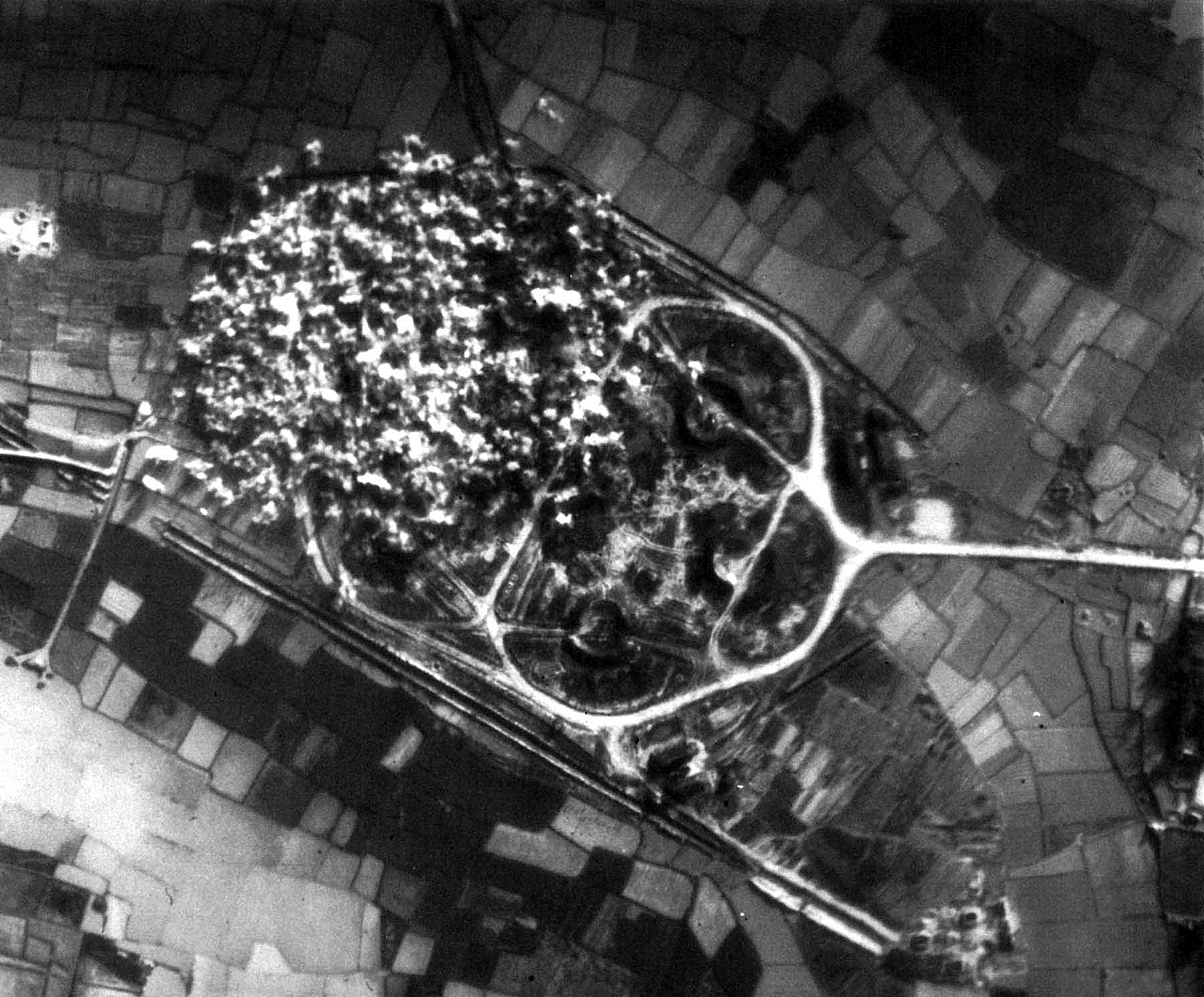
La moitié d'une batterie de missiles sol-air SA-2 touchée par des bombes à fragmentation durant la guerre du Vietnam.

Cette munition est étudiée en prenant en compte les leçons de la guerre de Corée où les forces chinoises et nord-coréennes attaquaient en grandes vagues humaines les positions alliées.
Entre 1966 et 1971, le département de la Défense des États-Unis commanda 423 778 CBU-24. Entre autres, 59 192 sont utilisées par les bombardiers B-52 lors de la guerre du Viêt Nam dont la version -D peut en emporter 144.
Elle est remplacée à partir du début des années 1970 par la CBU-58.

## Caractéristiques
La bombe à fragmentation CBU-24 est constituée d'une unité de distribution SUU-30 de forme arrondie avec des empennages tronqués légèrement inclinés pour développer une rotation pendant la chute libre contenant une charge utile de 665 sous-munitions à fragmentation BLU-26 ou BLU-36, également appelées bombelettes , de la taille d’une balle de tennis. Chaque bombelette renferme 300 dards d'acier. Une fois largué, le boîtier du CBU-24 s’ouvre en vol en deux dans le sens de la longueur et libère les sous-munitions individuelles en les dispersant sur une vaste zone.
La CBU dispose à la fois d'un temps de sécurité et d'un temps de fonctionnement. Le temps de sécurité avant l'armement de la fusée de proximité est normalement réglé sur 4 secondes, pour laisser le temps à l'avion de s'éloigner. Le fonctionnement (ouverture de la cartouche) se fait selon l'une des deux méthodes, selon que l'on a une fusée temporelle ou une fusée radar. On vérifie la mission, puis se réfère aux données pré-compilées du manuel des armes pour choisir la fonction temps ou altitude.
L'altitude de largage est généralement à 3 000 ft (pieds) contre des troupes à découvert et des missions de suppression des défenses aériennes.
Chaque sous-munition est conçue pour détoner, endommager ou détruire des cibles situées dans l'empreinte de l'arme par des effets d'explosion, de commotion et de fragmentation. La plupart des sous-munitions BLU-26 explosent à l'impact mais elles peuvent également être réglées pour une explosion en l'air ou différée . La sous-munition BLU-36 est équipée d'un fusible temporisé aléatoire permettant la détonation à un moment donné après l’impact .
La fonction de temporisation des sous-munitions est conçue pour continuer à empêcher l'accès de la zone à l'ennemi pendant un certain temps après l'attaque initiale et à entraver les opérations de nettoyage et de récupération des victimes.
Conçues principalement comme une arme antipersonnel, les bombelettes peuvent également endommager les structures et les petits véhicules situées dans la zone ciblée. Elles sont considérées comme une munition très fiable avec d'excellents effets secondaires incendiaires.